# Camillo Rondani
Camillo Rondani (Parma, 21 november 1808 – aldaar, 17 september 1879) was een Italiaans entomoloog, bekend van zijn studies naar tweevleugeligen.
Zijn bekendste werk is het tussen 1856 en 1877 in het Latijn geschreven zesdelige Dipterologiae Italicae prodromus ('Voorloper van een werk over de Italiaanse tweevleugeligen') over de tweevleugeligen in Italië.

## Insecten vernoemd naar Rondani
- Rhopalocerus rondanii Villa, 1833 – een somberkever (Zopheridae)
- Tetralobus rondanii Bertoloni, 1849 – een kniptor (Elateridae)
- Rondania Robineau-Desvoidy, 1850 – een geslacht van sluipvliegen (Tachinidae)
- Tabanus rondanii Bellardi, 1859 – een daas (Tabanidae) uit Mexico
- Philoliche rondani Bertoloni, 1861 – een daas (Tabanidae) uit Zuid-Afrika
- Fannia rondanii (Strobl, 1893) – een latrinevlieg (Fanniidae)
- Pteromalus rondanii Dalla Torre, 1898 – een parasitaire wesp (Pteromalidae)
- Chrysogaster rondanii Maibach & Goeldlin, 1995 – een zweefvlieg (Syrphidae)

## Werken
- Dipterologiae Italicae prodromus (1856-1877, zes delen)

- Gemeinsame Normdatei: 1055366113
- International Standard Name Identifier: 0000 0003 9746 6108
- Nederlandse Thesaurus van Auteursnamen: 306028069
- Istituto Centrale per il Catalogo Unico: SBLV001969
- Système universitaire de documentation: 255983913
- Virtual International Authority File: 22534034
- WorldCat: E39PBJpPxyDRgx9qMHdqhcyjmd